# Divize A 2017/2018
V soubojích 53. ročníku České divize A 2017/18 se utkalo 16 týmů dvoukolovým systémem podzim - jaro. Tento ročník odstartoval v sobotu 12. srpna 2017 úvodními pěti zápasy 1. kola.

## Nové týmy v sezoně 2017/18
- Z ČFL 2015/16 sestoupila mužstva FK Hořovicko a FC MAS Táborsko B, které se však přihlásilo pouze do Krajského přeboru, tudíž postoupilo o jeden tým víc.
- Z krajských přeborů postoupila tato mužstva: FK Spartak Soběslav z Jihočeského přeboru, SK Petřín Plzeň a TJ Přeštice z Plzeňského přeboru, FK Olympie Březová z Karlovarského přeboru a dále SK Rakovník ze Středočeského přeboru.

## Kluby podle přeborů
- Jihočeský (4): SK Jankov, TJ Malše Roudné, FK Slavoj Český Krumlov, FK Spartak Soběslav.
- Karlovarský (3): FC Slavia Karlovy Vary, FK Olympie Březová, FK Viktoria Mariánské Lázně.
- Plzeňský (4): TJ Přeštice, SK Klatovy 1898, SK Petřín Plzeň, SK Senco Doubravka.
- Středočeský (4): MFK Dobříš, TJ Tatran Sedlčany, SK Rakovník, FK Hořovicko.
- Praha (1): SK Aritma Praha.

## Konečná tabulka
| Poř. | Tým                         | Z  | V  | VP | PP | P  | VG | OG | B  |
| ---- | --------------------------- | -- | -- | -- | -- | -- | -- | -- | -- |
| 1.   | FC Slavia Karlovy Vary      | 30 | 20 | 4  | 2  | 4  | 98 | 33 | 70 |
| 2.   | SK Aritma Praha             | 30 | 14 | 4  | 5  | 7  | 55 | 35 | 55 |
| 3.   | FC Viktoria Mariánské Lázně | 30 | 12 | 4  | 3  | 11 | 65 | 55 | 47 |
| 4.   | SK Rakovník (N)             | 30 | 12 | 3  | 5  | 10 | 56 | 50 | 47 |
| 5.   | FK Hořovicko (S)            | 30 | 14 | 2  | 1  | 13 | 54 | 53 | 47 |
| 6.   | TJ Tatran Sedlčany          | 30 | 9  | 9  | 2  | 10 | 54 | 60 | 47 |
| 7.   | FK Spartak Soběslav (N)     | 30 | 14 | 1  | 2  | 13 | 54 | 51 | 46 |
| 8.   | FK Olympie Březová (N)      | 30 | 13 | 2  | 3  | 12 | 56 | 58 | 46 |
| 9.   | SK Klatovy 1898             | 30 | 12 | 3  | 3  | 12 | 51 | 43 | 45 |
| 10.  | SK Senco Doubravka          | 30 | 10 | 4  | 6  | 10 | 46 | 50 | 44 |
| 11.  | MFK Dobříš                  | 30 | 13 | 2  | 1  | 14 | 58 | 63 | 44 |
| 12.  | TJ Malše Roudné             | 30 | 10 | 4  | 5  | 11 | 32 | 44 | 43 |
| 13.  | TJ Přeštice (N)             | 30 | 13 | 1  | 2  | 14 | 45 | 61 | 43 |
| 14.  | FK Slavoj Český Krumlov     | 30 | 10 | 4  | 2  | 14 | 42 | 56 | 40 |
| 15.  | SK Jankov                   | 30 | 8  | 2  | 4  | 16 | 43 | 61 | 32 |
| 16.  | SK Petřín Plzeň (N)         | 30 | 5  | 2  | 5  | 18 | 39 | 75 | 24 |

Poznámky:
- Z = Odehrané zápasy; V = Vítězství; R = Remízy; P = Prohry; VG = Vstřelené góly; OG = Obdržené góly; B = Body

|  | Postup do ČFL                           |
|  | Sestup do příslušného krajského přeboru |